# Denis Klinar
Denis Klinar, slovenski nogometaš, * 21. februar 1992, Celje.
Klinar je profesionalni nogometaš, ki igra na položaju branilca. Od leta 2025 je član slovenskega kluba Fužinar. Pred tem je igral za slovenske klube Šmartno 1928, Rudar Velenje, Olimpijo, Maribor in Gorico, madžarsko Puskás Akadémio, španski Cultural Leonesa, tajvanski Saturday Football International ter avstrijska Frauental in Übelbach. Skupno je v prvi slovenski ligi odigral 231 tekem in dosegel deset golov. Z Olimpijo je osvojil naslov slovenskega državnega prvaka v sezoni 2015/16, z Mariborom pa v sezoni 2018/19. Bil je tudi član slovenske reprezentance do 19, 20 in 21 let ter reprezentance B.